# مارسيل سكرامنتو
مارسيل سكرامنتو (24 أغسطس 1987 في البرازيل – )؛ هو لاعب كرة قدم كان يلعب كمهاجم.

## وصلات خارجية
- مارسيل سكرامنتو على موقع اتحاد السويد (السويدية)
- مارسيل سكرامنتو على موقع قاعدة بيانات كرة القدم.إي يو (الإنجليزية)
- مارسيل سكرامنتو على موقع Soccerway.com (الإنجليزية)
- مارسيل سكرامنتو على موقع عالم كرة القدم.نت (الإنجليزية)